# Monumento funebre a Isabella Airoldi Casati
Il monumento funebre a Isabella Airoldi Casati, anche noto come La morente, è un'edicola funeraria situata presso il Cimitero Monumentale di Milano. È composta di una scultura a dimensioni reali in bronzo realizzata nel 1890-1891 dallo scultore Enrico Butti (1847-1932). Il monumento fu posto a corredo dell'edicola Casati, sepoltura della nobile milanese Isabella Airoldi in Casati (1865-1889).

## Storia e descrizione

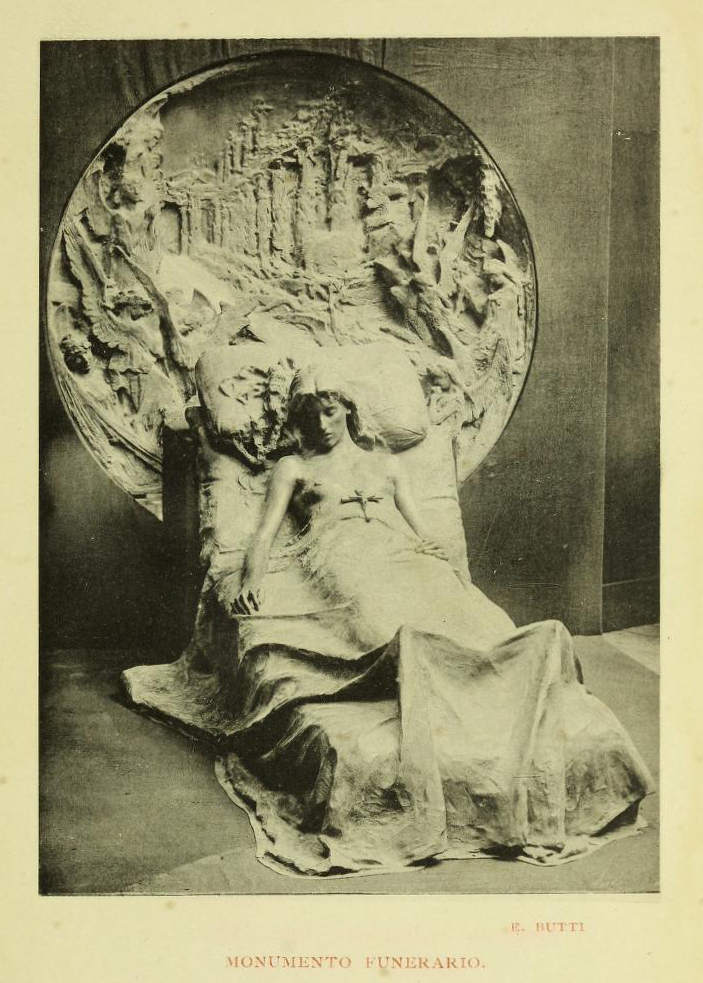
L'opera fotografata alla Prima Esposizione Triennale del 1891

L'opera in bronzo fu commissionata dalla famiglia della giovane Isabella Airoldi, moglie del conte Gian Luigi Casati, morta di parto all'età di 24 anni e sepolta al Cimitero Monumentale, il quale fin dalla sua apertura nel 1866 era divenuto celebre per le opere d'arte funeraria che adornavano le sepolture della borghesia milanese. La giovane Isabella viene ritratta abbandonata sul letto di morte nell'attimo del trapasso, con il ventre ricoperto da un drappo e su cui è appoggiato un grande crocifisso, i seni nudi e le chiome sparse sul cuscino. Dietro al capo della giovane un grande disco con una schiera di angeli che scendono dall'alto per accompagnare la morta nell'Aldilà. Modella per la scultura del Butti fu Virginia Sevesi, modella prediletta e poi compagna dello scultore.
L'opera fu presentata dal Butti alla Prima Esposizione Triennale del 1891 della Regia Accademia di Belle Arti di Brera e catalogata come Monumento funerario in bronzo; pronosticata vincente dalla critica per l'assegnazione del premio Principe Umberto tuttavia non entrò nella rosa dei premiati, venendo preferite tre opere pittoriche di Pietro Fragiacomo (Pace), Adolfo Feragutti (Ritratto di Signora) e di Cesare Laurenti (Le Parche).
All'epoca della presentazione dell'opera vi fu un reale turbamento della giuria e del pubblico che, colpiti dalla nudità della giovane giacente, la ritennero poco decorosa per una scultura tombale. Ne seguì una vera e propria polemica che vide schierarsi a favore o contro il Butti sia critici che osservatori. Ancora oggi, grazie anche alla sua posizione particolarmente visibile all'interno del Monumentale, l'edicola Casati è fra i monumenti più ammirati del cimitero milanese e meta di turisti e visitatori.
Il gesso preparatorio del monumento è conservato e visibile presso il Museo Enrico Butti di Viggiù (VA), gipsoteca che raccoglie una vasta collezione di opere dello scultore.